# Apogonia coiffaiti
Apogonia coiffaiti är en skalbaggsart som beskrevs av Marc Lacroix 2008. Apogonia coiffaiti ingår i släktet Apogonia och familjen Melolonthidae. Inga underarter finns listade i Catalogue of Life.